# 阿久根市議会
阿久根市議会（あくねしぎかい）は、鹿児島県阿久根市に設置されている地方議会である。

## 概要
- 定数：15人
- 任期：4年
- 議長：仮屋園一徳（無所属）
- 副議長：濱田洋一（無所属）

## 運営
市議会は無所属の議員で構成されており、小規模な市としても党派・会派が存在する市議会が一定数あるなかでもこの状態を続けている。

## 会派
| 会派名     | 議席数 |
| ---------- | ------ |
| 日本共産党 | 1      |
| 無所属     | 13     |
| 欠員       | 0      |
| 計         | 14     |

（2023年5月24日更新）